# ایسائو اینوکوما
ایسائو اینوکوما (انگلیسی: Isao Inokuma؛ ۴ فوریه ۱۹۳۸ – ۲۸ سپتامبر ۲۰۰۱) ورزشکار جودو اهل ژاپن بود.
وی در مسابقات کشوری و بین‌المللی در مجموع برندهٔ ۲ مدال طلا شده‌است.